# Detriturus
Genre
Detriturus est un genre de collemboles de la famille des Onychiuridae.

## Liste des espèces
Selon Checklist of the Collembola of the World (version du 1 octobre 2019) :
- Detriturus cassagnaui (Gers, 1980)
- Detriturus jubilarius (Gisin, 1957)
- Detriturus lotius (Palacios-Vargas & Díaz, 1996)
- Detriturus trilobatus (Palacios-Vargas & Díaz, 1996)

## Publication originale
- Pomorski, 1998 : Onychiurinae of Poland (Collembola: Onychiuridae). Genus (Wroclaw), Supplement, vol. 28, p. 1-201.